# Sangue caldo (serie televisiva)
Sangue caldo è stata una serie televisiva italiana andata in onda in prima visione su Canale 5 nel 2011.

## La serie
La serie è diretta da Luigi Parisi e Alessio Inturri (già registi de L'onore e il rispetto e Il peccato e la vergogna) e trasmessa dal 9 settembre 2011 al 14 ottobre 2011 su Canale 5.
Protagonisti della serie televisiva sono Asia Argento (presente solo nelle prime 2 puntate), Manuela Arcuri, Valeria Milillo, Elena Russo, Bruno Eyron, Francesco Testi, Raniero Monaco di Lapio e Gabriel Garko (quest'ultimo presente come guest star solo nella prima puntata).
Le riprese sono iniziate a settembre 2010 e sono terminate a febbraio 2011.
Inizialmente alla serie era stato dato il nome Bang Bang (l'onomatopea ripetuta più volte da Gianni Fontana nella fiction). Il regista Luigi Parisi appare in un "cameo" scontrandosi con Asia Argento davanti all'entrata di un cinema, nella prima puntata.

## Trama
Siamo a Roma, nel 1958, l'anno ricordato per la legge Merlin, che segna la fine della case chiuse. Il criminale dal "codice d'onore" Arturo La Paglia, detto Mister (Gabriel Garko) vuole mettere a segno il suo ultimo colpo, la rapina del secolo, per poi vivere felice con la sua Anna Rosi (Asia Argento), una giovane prostituta che ha due figli: Antonia (Manuela Arcuri) e Sergio (Raniero Monaco di Lapio). L'uomo però non ha messo in conto la malvagità e spietatezza del suo complice, Gianni Fontana (Bruno Eyron), che, sommerso dai debiti con gli strozzini Vito Cirasola (Luigi Maria Burruano) e Bellafaccia (Brando Giorgi), vuole l'intero bottino della rapina. Anna, fermata dal commissario Mauro Malaspina (Vincent Spano) per l'uccisione di Mister, di cui il responsabile è Fontana, affida i soldi a Loretta Pinin (Valeria Milillo), la sua migliore amica per poter garantire un futuro ad Antonia, Sergio ed Enea (Francesco Testi), il figlio di Loretta, ma Fontana è disposto a tutto per riavere quei soldi, anche ad uccidere.

## Personaggi
- Anna Rosi, interpretata da Asia Argento (episodio 1-2), è una giovane e bella prostituta che vorrebbe cambiare vita e sposare l'uomo che ama dando così un padre ai suoi figli: Antonia e Sergio. La donna è innamorata di Arturo La Paglia, detto Mister, un rapinatore dal cuore d'oro. per una serie di vicissitudini dovrà fuggire da Roma con i figli e troverà rifugio in Svizzera e grazie a una somma di denaro ottenuta dall'ultima rapina di "Mister" darà un futuro ai suoi figli insieme all'amica Loretta. Nella sua vita si insinuerà Gianni Fontana, l'ex autista delle rapine di "Mister", che riuscirà a sposarla nell'unico intento di avere i soldi della rapina. Dopo aver scoperto le vere intenzioni del marito cadrà uccisa dallo stesso.
- Arturo La Paglia detto "Mister", interpretato da Gabriel Garko (episodio 1), è il rapinatore dal cuore d'oro innamorato di Anna Rosi. Con lei sogna un futuro migliore. Dopo aver rapinato una banca commerciale consegna il bottino all'amata cadendo ucciso per mano dell'autista della rapina: Gianni Fontana.
- Antonia Rosi, interpretata da Manuela Arcuri, è la bella figlia di Anna che insieme al fratello Sergio deve fuggire dall'ira e della crudeltà del patrigno Gianni Fontana. La ragazza custodisce in un ciondolo la password per accedere ai soldi della rapina alla banca commerciale e dopo aver subito le violenze del patrigno viene salvata in extremis dal commissario Mauro Malaspina. Alla maggiore età esce dal collegio e desidera vivere una vita diversa dimenticando la madre e il passato di sangue al fianco di Mauro Malaspina, ma questo sembra impossibile. Infatti il commissario invaghito di lei vorrebbe averla come compagna e arriva ad uccidere la moglie. Antonia sfugge all'ira dell'uomo comprendendone la pericolosità e rifugiandosi da Emma Fiele, diventando così socia della sua sartoria. Antonia si innamora di Manuele Signori, un giovane e brillante avvocato anch'esso innamorato di lei. Ad ostacolare questo amore ci sarà Valentina Valadier, antica conoscente di Antonia nonché ex amante di Manuele. Antonia avrà il tempo di ritrovare il fratello Sergio ed Enea, figlio dell'amica di sua madre Loretta, ma ancora una volta Gianni Fontana minaccerà la vita dei tre giovani.
- Enea Pinin, interpretato da Francesco Testi, è il figlio di Loretta l'amica storica di Anna. Con la morte della donna e la minaccia di Fontana, la madre Loretta nasconde Enea in un collegio. Alla maggiore età Enea torna a vivere con la madre e con l'amica della donna Ciacià. Le due derubano dei "clienti" per permettersi un avvocato e ottenere la potestà di Antonia e Sergio. Enea deve affrontare l'arresto della madre che vive con molto odio. L'uomo finisce a lavorare per uno spietato boss mafioso e proprio qui si invaghisce dell'amante del boss, Matilde. Una strage mafiosa porterà anche alla morte della ragazza e questo causerà in Enea smarrimento. Il ragazzo ritroverà finalmente l'amico d'infanzia Sergio e la quasi sorella Antonia. Insieme dovranno far fronte comune contro la minaccia del passato: Gianni Fontana.
- Sergio Rosi, interpretato da Raniero Monaco di Lapio, è il figlio più piccolo di Anna e il fratello di Antonia. Dopo la morte della madre, il ragazzo viene venduto a uno zingaro dal perfido Fontana. Cresciuto come un selvaggio e dedito ai furti e all'uccisione, Sergio è un ragazzo dal cuore d'oro che cerca disperatamente di contattare la sorella Antonia. Il contatto non avviene per colpa del commissario Malaspina che elimina le lettere che il giovane invia alla sorella. Sergio si innamora di una ragazza dagli occhi dolci e i capelli biondo cenere di nome Franca. Con quest'ultima condividerà molto e la amerà con fugace passione. Ritroverà la sorella ed Enea. Proprio con Enea lavorerà per conto del perfido boss Vito Cirasola con l'obiettivo di trovare Fontana e ucciderlo. Seguendo le traccia del patrigno cadrà ucciso nell'ultima puntata per mano dello stesso.
- Gianni Fontana, interpretato da Bruno Eyron, è l'autista dell'ultima rapina effettuata dal rapinatore "Mister". La rapina va male e "Mister" fugge con il denaro che consegna ad Anna, una prostituta dal cuore d'oro. Fontana uccide "Mister" e si mette sulle traccia di Anna e dei suoi figli per recuperare il bottino e dopo averla sposata cerca di scoprire la combinazione per avere i soldi ma la donna uccide il suo amante, Riccardo Bossi (Sergio Arcuri), e così in preda all'ira le spara diversi colpi. Fa passare il tutto come un'uccisione tra Bossi e la Rosi e quindi riesce a catturare Antonia e Sergio. Vende il più piccolo a un mercante di schiavi e costringe Antonia a sottostare alle sue richieste, ma grazie a Loretta Pinin e al commissario Malaspina viene arrestato. In carcere subisce le pressioni di Vito Cirasola a cui deve diverso denaro e quindi si prepara ad uscire per recuperare il bottino e vendicarsi dei Rosi. Aiutato da un malavitoso, rapisce Cià Cià e dopo essersi fatto dire dove si trova Loretta la sgozza. Raggiunta la Pinin la scaraventa giù dal balcone dell'ospedale psichiatrico giudiziario. Arriva poi ad Antonia dopo aver ucciso Malaspina e ferendola minaccia Enea e Sergio facendosi dare la combinazione. Alla banca recupera il bottino e fugge all'estero lasciando anche Cirasola a bocca asciutta. Tornato in Italia per affari uccide anche Sergio Rosi che si era messo sulle sue tracce e poi toglie di mezzo anche la sua stessa sorella Monica. Catturato da Enea e Antonia viene ucciso a colpi di pistola.
- Loretta Pinin, interpretata da Valeria Milillo (episodio 1-5), è la migliore amica di Anna e la madre di Enea. Anche lei è una prostituta e si preoccupa di salvare il bottino della rapina nascondendolo in Svizzera. Dopo la morte di Anna comprende la pericolosità di Fontana e scappa con i figli dell'amica rifugiandosi a Roma da Ciacià. Fontana però recupera i suoi figliocci obbligando Loretta a cominciare a prostituirsi con Cià Cià per recuperare il denaro sufficiente a pagare un avvocato per ottenere l'affidamento dei bambini. Fontana la minaccia, ma grazie a Enea, Loretta riesce a consegnare Gianni alla giustizia. A distanza di anni cerca di recuperare un rapporto con Antonia, ma la ragazza la respinge. Loretta affranta da tutto ciò viene arrestata mentre compie le sue truffe con Cià Cià e in carcere perde la ragione. Trasferita in un ospedale psichiatrico muore a colpi di pugni e schiaffi in uno scontro con Fontana. Volando da tre piani di altezza si schianta nel parcheggio dell'ospedale.
- Emma Fiele, interpretata da Ángela Molina (2-6), è la direttrice di una sartoria di alto livello nella Roma bene. Amica di famiglia del commissario Malaspina dà un lavoro ad Antonia, aiutandola e sostenendola. Nel tempo la aiuterà nei momenti difficile come la fuga dalle ossessioni del commissario. Immischiata in un giro di strozzinaggio che coinvolge Cirasola, subisce l'ira del boss, ma viene salvata grazie all'intervento di Enea e Sergio. Diventa socia di Antonia nella gestione della sartoria.
- Concetta Lorusso detta Cià Cià, interpretata da Elena Russo (1-4), è una prostituta napoletana conosciuta per l'astio nei confronti di Anna e Loretta. Subirà l'ira di Fontana e per questo accorrerà al matrimonio tra l'uomo ed Anna per avvertirla della sua pericolosità, ma non sarà ascoltata. Ciacià nel suo appartamento romano, aiuterà Loretta a nascondere i figli di Anna. Con la stessa Loretta farà arrestare Fontana e cercherà di recuperare il denaro in Svizzera, ma fallendo tenterà di ottenere denaro truffando alcuni uomini. All'arresto di Loretta fuggirà da Napoli a Roma, dove, catturata dall'evaso Fontana, cadrà uccisa dallo stesso.
- Mauro Malaspina, interpretato da Vincent Spano, è il commissario che indaga sulla rapina alla banca commerciale e che comprende immediatamente le responsabilità di Anna Rosi e per questo la tartassa. Alla sua morte comprende che il suo assassino è Fontana e quindi lo arresta dimostrando il rispetto che porta verso la sua divisa e la legge. Ma con il passare del tempo si invaghirà di Antonia al punto di volerla allontanare dal fratello e dai suoi affetti più cari sino ad assassinare la moglie. L'abbandono della ragazza sarà per lui devastante da perdere la ragione e da perseguitarla. Stringerà un'alleanza con Fontana promettendogli di consegnargli Sergio ed Enea in cambio di Antonia. Finirà tuttavia ucciso dallo stesso Fontana con un colpo di pistola dopo una violenta colluttazione.
- Manuele Signori, interpretato da Giulio Berruti (2-6), è un avvocato. Conosce Antonia dopo la condanna di Fontana vive con lei un'appassionante storia d'amore. Ostacolato in tutto dalla perfide Valentina, Manuele penserà di essere il padre del bambino che aspetta quest'ultima. Rimarrà ugualmente amico (e forse qualcosa di più..) di Antonia e una volta diventato magistrato dovrà arrestare Enea, colpevole dell'omicidio di Fontana.

## Episodi
| Stagione       | Episodi | Prima TV |
| -------------- | ------- | -------- |
| Prima stagione | 6       | 2011     |